# Beyond Blunderdome
«Beyond Blunderdome» — прем'єрна серія одинадцятого сезону мультсеріалу «Сімпсони», прем'єра якої відбулася 26 вересня 1999 року у США на телеканалі «Fox».

## Сюжет
Гомер дивиться рекламу по телевізору, де показано, як викидні гази впливають на здоров’я дітей. Гомер спершу не надто засмучується , але бачить, що у Спрингфілді виготовлено нову автомашину, що працює на електриці — електромобіль «Електравр» . У сумі до покупки вартістю у 1000 доларів (перші 10 клієнтів могли купити авто за такою ціною)  також доавався телевізор й інші вбудовані можливості. Подивившись рекламу, Гомер розповідає про це родині, і усі погоджуються піти на огляд машини. По дорозі, Ліса каже Гомерові, що з його боку це великий жест допомогти природі (хоч Гомер і близько такої мети не має, а думає про телевізор у автівці). Гомер розмовляє з продавцем та домовляється  на триденний пробний термін без оплати. Сімпсони їдуть у авто, і Мардж каже, що не чутно звук двигуна, Ліса дякує Гомерові за поупку машини, та Гомер задивляється телевізор та виїжджає на пірс, де машина падає у море. По дорозі до берега, машина встигає вбити струмом дельфінів, русалок та риб. Гомер привозить несправну машину до агентства та каже, що машина не сподобалась йому. Продавець дає Гомерові втішний квиток на новий фільм Мела Гібсона «Містер Сміт вирушає до Вашингтона», та одразу тікає, залишивши по собі зламану машину шаленої вартості.
Ввечері Гомер радиться з Мардж, чи йти йому на кіно, і усе ж вирішує, що це має бути бойовик. Коли Сімпсони приходять у кіно, то ведучий розповідає про зйомки фільму та представляє друзів Гібсона, який сам ховається у сусідній залі. Фільм виявляється на дивовижу нудним тривалістю 3.5 годин, де Гібсон нікого не вбиває, а лише 2 години говорить у сенаті. Фільм усім подобається окрім Гомера. Люди зустрічають Гібсона та залишають йому враження про фільм. Лише Гомер пише несхвальну критику і каже, що поб’є Гібсона, якщо той ще раз перед ним з’явиться. Сімпсони йдуть додому, а Мел сідає у літак; і його друзі читають критику.
Лише критика Гомера є незадовільною. Друзі заспокоюють Мела, але він каже: «Може Гомер і божевільний, а може єдиний, хто наважився сказати правду». Гібсон каже Джону Траволті розвернути літак, і вони летять до будинку Сімпсонів.
Мардж відкриває та бачить Гібсона. Він просить підійти Гомера, який з кулаками на нього кидається, проте Мел його заспокоює і каже, що Гомер написав правду про його фільм та пропонує його переробити. Гомер погоджується, і Сімпсони летять у Голлівуд.
Приїхавши у Голлівуд, Гомер іде за Мелом, а своїй родині дає гроші на тур містом. Мардж та діти оглядають будинки відомих людей, і беруть тур на автобусі, де розглядають відомі місця та реальні бійки, зйомки фільмів з Вольфкаслом, колишні магазини, нині нічліжки для бомжів… Гомер тим часом вказує Мелу на проблеми, радить перекрутити початок, вставити скаженого пса та розвеселити  сцену у сенаті. Мелу ідея подобається і вони перезнімають фільм. У новому випуску, Мел падає без свідомості у сенаті, і сенатор глузливо промовляє про його закінчення виступу. Мел піднімається, кидає гострий флагшток у нього та вбиває сенатора.
Гібсон каже «Пропоную суворі вікові обмеження» і починає вбивати політиканів, а Гомер переодягнений у журналіста кидає йому автомат, яким він перстрілює решту, кидає вогнегасник під молоток судді та під Білого Дому зносить. Входить президент та хоче дізнатися що відбувається. Гібсон віддирає емблему суду і кидає у президента, що відтяє йому голову. Вбігають діти та виносять Мела з розбитого сенату. Консультантам не подобається сюжет, однак Гомер вириває з рук консультанта плівку та втікає разом з Мелом.
Гомер і Мел сідають у гольф-карт та тікають від продюсерів, які їх наздоганяють у Мерседесах. Гомер та Мел потрапляють на зйомку фільму про Макбейна і потрапляють під міну, та взлітають, пробиваючи постер. Карт розбивається, і Гомер з Мелом йдуть у музей Бетмена де перестрівають Мардж з дітьми, знаходять машину, та втікають від продюсерів разом з родиною. Мел знаходить на одній з машин своє опудало та під час переслідування кидають його у машину продюсерів. Ті думають. що вбили Гібсона, та відступають, а Гомер з Мелом їдуть назад у Спрингфілд, де нове кіно нікому не подобається крім деяких, але Мел Гібсон не засмучується і Гомер дає йому нові ідеї для фільмів, а Гібсон відвозить Гомера додому разом з родиною.